# Non, non, rien n'a changé
Non, non, rien n'a changé est une chanson interprétée par le groupe français d'enfants les Poppys, sur des paroles de Marthe Nero et une musique de Francois Bernheim, parue en 1971. Elle est reprise en 2016 par un nouveau groupe d'enfants.

## Développement

### Années 1970

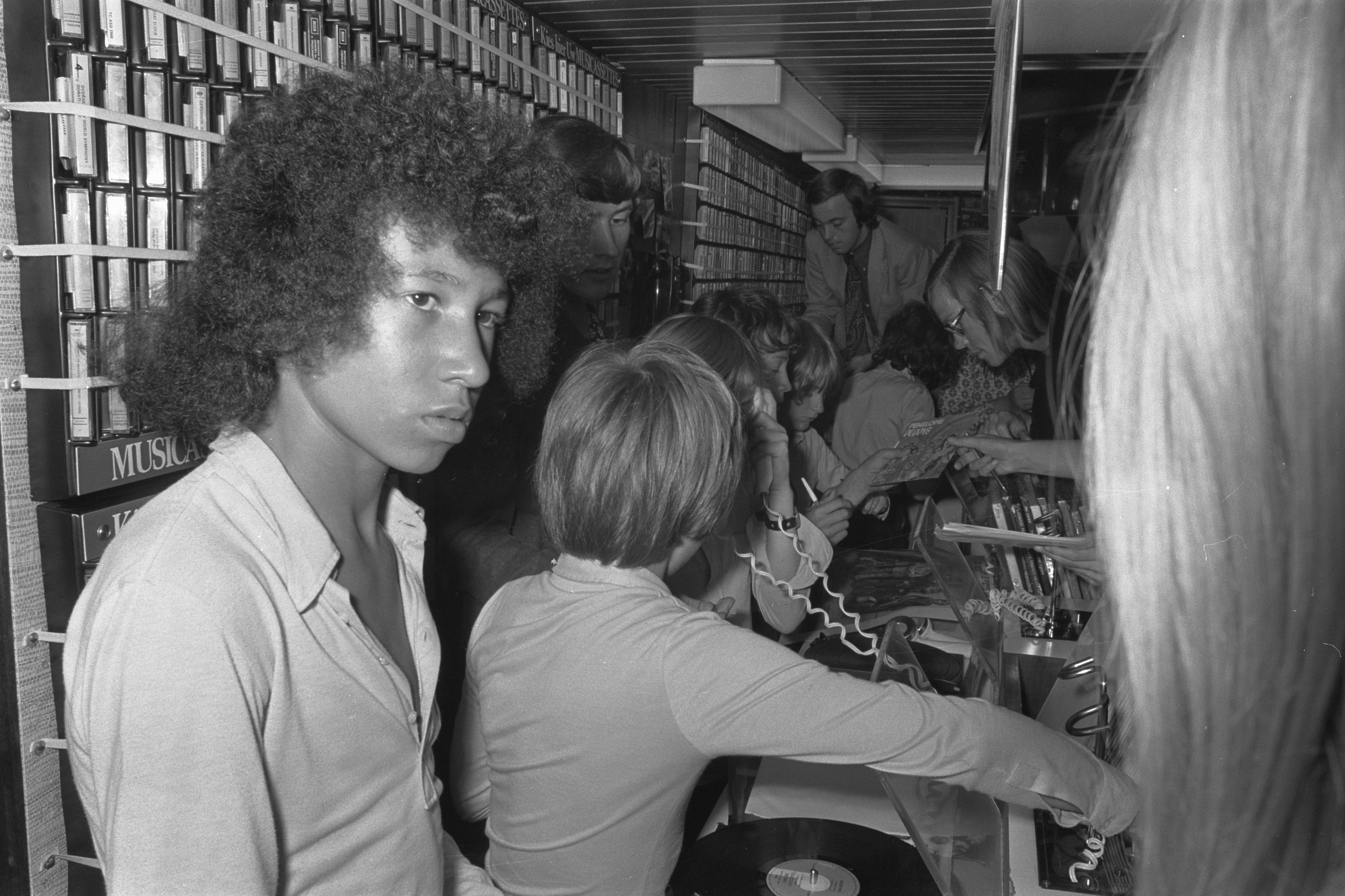
Bruno Polius, chanteur du groupe Les Poppys

Au printemps 1971, le groupe Les Poppys, entièrement composé d'enfants et issu de la manécanterie des Petits Chanteurs d'Asnières, est déjà célèbre grâce aux émissions de concours télévisées présentés par Guy Lux et d'émission de variétés présentées par Danièle Gilbert depuis leur premier 45 tours, sorti à la fin de l'année 1970, qui comprend les chansons Noël 70 et Non, je ne veux pas faire la guerre.
Avec leur deuxième enregistrement, Non, non, rien n'a changé et Isabelle, je t’aime, les Poppys obtiennent leur premier disque d'or, en atteignant 1 250 000 exemplaires.
Lors de l'enregistrement original, l'équipe technique est composée de Claude Achalle, assisté de Philippe Omnes pour la prise de son, Jean Amoureux pour la direction vocale, François Bernheim pour la direction artistique et Jacqueline Herrenschmidt pour la direction artistique, le groupe Poppys avec Bruno Polius (soliste) pour l'interprétation, et Hervé Roy pour les arrangements.

### Années 2000—2010
Les artistes et personnalités regroupés sous le nom des Enfoirés reprennent la chanson dans le spectacle donné à la Halle Tony-Garnier de Lyon du 22 février au 27 février 2006, soit sept représentations, et diffusé sur TF1 le 7 avril 2006.
Le groupe les New Poppys, nouvelle génération de treize garçons âgés de 8 à 15 ans issus, comme l'ancien groupe, de la chorale des Petits Chanteurs d’Asnières, enregistre en 2016 une nouvelle version de la chanson.

## Thème
Cette chanson « engagée » date du début des années 1970. Le texte présente un vœu pacifiste : « Je voulais j'espérais que la paix règne en maître », de l'espoir qu'il peut susciter : « C'est l'histoire d'une trêve que j'avais demandée », mais qui ne semble jamais aboutir : « Mais tout a continué, mais tout a continué ».

## Ventes et classements
La chanson dépasse le million de disques vendus, permettant au Poppys de remporter leur premier disque d'or. Les redevances de ces ventes ne sont pas redistribuées, la chorale étant une association à but non lucratif.